# Spyker
La Spijker, in seguito rinominata Spyker, è stata un'azienda olandese, attiva quale casa automobilistica dal 1899 al 1926. Durante gli anni dieci fu anche produttrice di aeroplani.

## Storia
L'attività dei fratelli Jacobus e Hendrik-Jan Spijker iniziò nel 1880, originariamente come costruttori di carrozze. Nel 1898 furono gli autori della Gouden Koets (Carrozza d'oro), voluta come tributo della cittadinanza di Amsterdam per l'incoronazione della Regina Guglielmina e poi regolarmente utilizzata fino ai nostri giorni dai reali olandesi per le grandi occasioni. Questo diede grande notorietà agli Spijker, che nel frattempo stavano spostando il loro interesse verso la nascente industria automobilistica, complici anche concomitanti eventi sportivi come la corsa Parigi-Amsterdam-Parigi, importando i motori Benz e assemblando vetture di elevato livello qualitativo sulla scorta della loro abilità di carrozzieri. Sempre nel 1898 la Rijtuigenfabriek Gebr. Spijker (Fabbrica di carrozze Spijker) si trasferì dalla sede di Hilversum al nuovo stabilimento a Trompenburg, una zona di Amsterdam, con la denominazione Industriële Maatschappij Trompenburg (Società Industriale Trompenburg). Nel 1903 rinominarono la fabbrica Spyker, per rendere più fruibile la pronuncia fuori dai confini olandesi, in particolare per il mercato britannico.
I primi modelli di auto, conosciuti anche come Spijker-Benz, presentati nel 1900 alla mostra del RAI (Rijwiel en Automobiel Industrie - Industria del ciclo e dell'automobile) di Amsterdam, furono la 3 HP "Comfortable" e la 5 HP "Duc", con motori Benz bicilindrici.

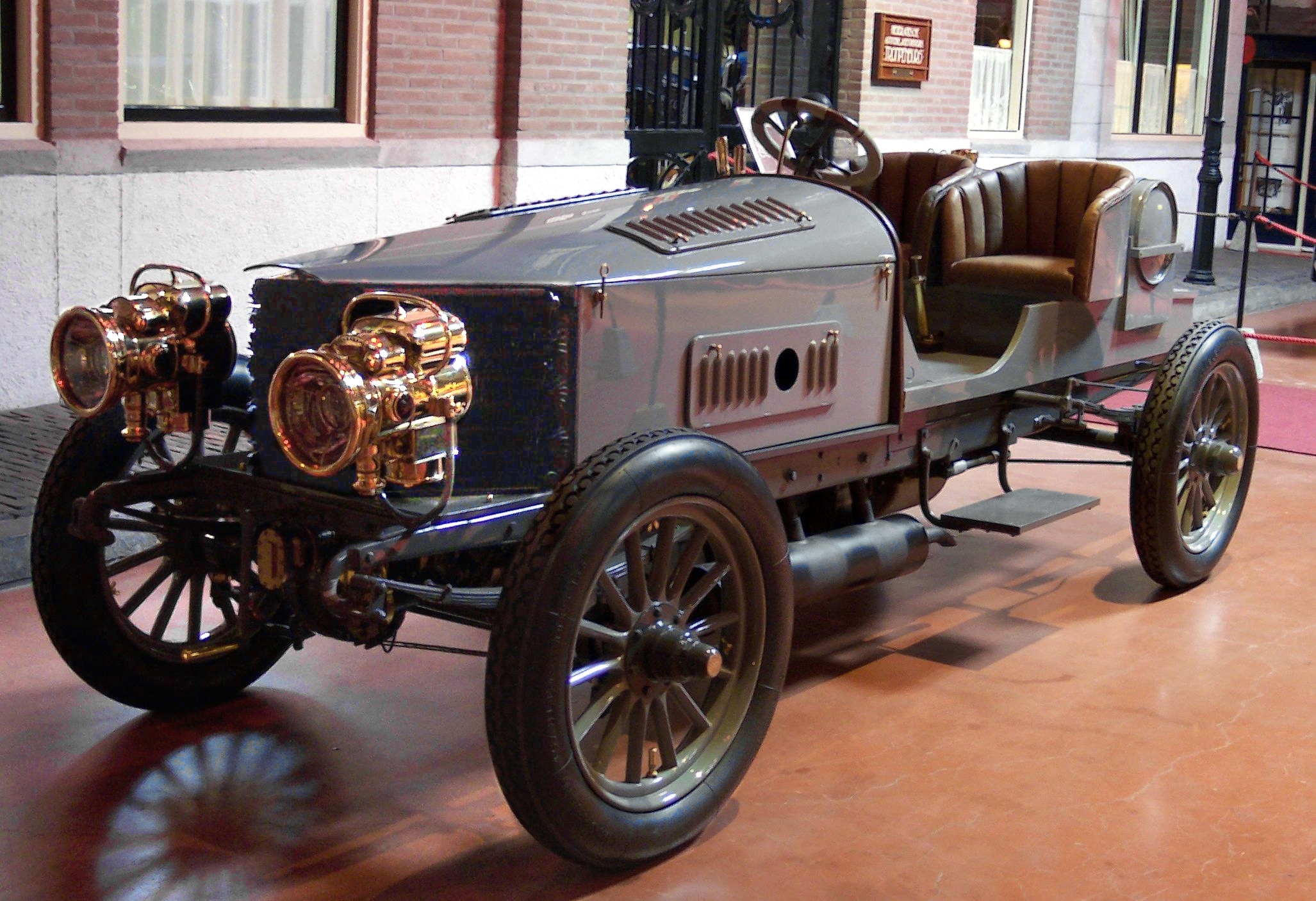
La Spyker 60 HP del 1903

La prima Spyker di produzione completamente autonoma fu la 6 HP del 1902, con motore (brevettato) bicilindrico monoblocco raffreddato ad acqua. Seguirono nel 1903 la 10/12 HP, con motore a due cilindri biblocco e nel 1903 la 20/24 HP a quattro cilindri separati. 
Sempre nel 1903 venne presentata al salone di Parigi la 36/50 HP, una vettura dalle originali soluzioni tecniche, rivoluzionarie per l'epoca e che detiene importanti primati: fu la prima, con un solo motore, a trazione integrale e il motore, un 6 cilindri da 5073 cm³ fu il primo con questo frazionamento a dotare un'automobile e, non ultimo, fu la prima ad avere i freni sulle quattro ruote. Questa vettura è conservata al museo Louwman di Wassenaar.
Sul telaio della 36/50 venne prodotta la 60/80 HP con motore portato a 8821 cm³ e che si poteva ordinare con vari tipi di carrozzeria e ne venne prodotta anche una versione dedicata alle competizioni denominata Racer.
Dal 1904 l'attività dei fratelli Spijker divenne frenetica, producendo numerosi nuovi modelli, tra i quali la 14/18 HP, disponibile con le carrozzerie tonneau, torpedo "Roi des Belges" e double phaeton. Proprio una vettura derivata da questo modello fu quella che partecipò al Raid Pechino-Parigi del 1907, arrivando seconda dopo la Itala 35/45 HP.
Un altro modello degno di nota è la 10/15 HP, sempre del 1907, dotata di un nuovo motore monoblocco a quattro cilindri con un sistema di lubrificazione semiforzata che consentiva una notevole riduzione dei fumi di scarico. Per questa caratteristica, oltre al tradizionale livello qualitativo di comfort e silenziosità e la possibilità di portare quattro passeggeri, ottenne anche buoni risultati di vendita in Inghilterra come taxi.
Nel corso del 1907 dalla classe media della 10/15 HP passarono alla produzione di auto di livello superiore, a partire dalla 20/30 HP con motore biblocco da 4562 cm³ fino alla 40/80 HP da 10603 cm³, auto di gran lusso che nel Regno Unito vennero soprannominate le "Rolls-Royce del continente". Ma era un periodo di recessione economica non congeniale alla vendita di questo tipo di vetture, oltre al fatto che gli Spijker probabilmente investivano più di quanto guadagnassero. Il collasso definitivo arrivò nel febbraio del 1907 quando Hendrik-Jan Spijker, al ritorno da un viaggio in Gran Bretagna, perì nell'affondamento del SS Berlin e la Spyker dichiarò la bancarotta nel 1908. L'azienda venne rilevata da un gruppo di investitori, ma Jakobus Spijker ne restò fuori, costretto perfino a vendere la villa di famiglia adiacente alla fabbrica.
La nuova società riprese presto la produzione, con a capo l'ingegnere belga Joseph Laviolette che progettò nuovi motori con nuove soluzioni tecniche e si tentò di avviare la produzione di cilindrate più piccole, ma ormai la concorrenza estera era forte e la qualità Spyker non veniva ripagata, tanto valeva ritornare alle vetture di lusso.
Nel 1915 la società passò nuovamente di mano fondendosi con la Nederlandse Vliegtuigenfabriek e, pur mantenendo il marchio Spyker, venne rinominata Dutch Car and Aircraft Factory Trompenburg e venne avviata anche la produzione di aeromobili. Benché durante la Grande Guerra i Paesi Bassi fossero neutrali, fino al 1918 vennero consegnati circa 100 velivoli da combattimento e 200 motori aeronautici. Da quel momento il logo sulle auto Spyker divenne una ruota con un'elica sovrapposta e il motto "Nulla tenaci invia est via" (Per i tenaci, nessuna strada è impercorribile).

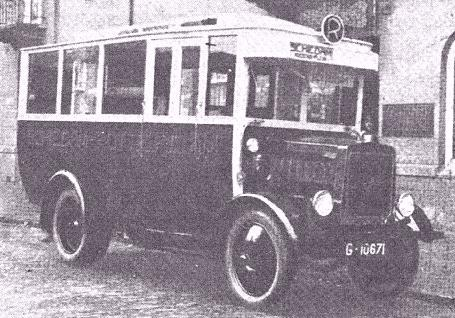
Spyker C2

I modelli dal 1916 adottarono la sigla "C", a partire dalla C1, una 4 cilindri di 3560 cm³ e anche un modello di autobus siglato C2.
Nel 1922 la Spyker era di nuovo in difficoltà, nel 1925 cessò la produzione e tra alterne vicende chiuse definitivamente i battenti nel maggio 1926. Il totale della produzione di veicoli è stimato in circa 2000 esemplari, di cui 1500 autovetture e oltre 100 brevetti depositati.
Non mancarono gli ultimi successi, come quello dell'ultimo modello "C4", dotato di motore 6 cilindri Maybach, soprannominato per l'occasione "Tenax", che tra il 27 novembre 1920 e il 1º gennaio 1921 percorse 30000 km ininterrottamente nel tragitto Nimega - Sittard, battendo il record detenuto dalla Rolls Royce di 15000 miglia (24000 km) sulla tratta Londra - Edimburgo. L'ultimo giro venne seguito da un folto pubblico e, ironia della sorte, l'ex direttore della Spyker del 1915, Henri Wijnmalen, seguì l'impresa a bordo di una Rolls.
Tra le peculiarità di questo marchio vi è quello di essere stata la prima delle due uniche fabbriche di automobili nate nei Paesi Bassi (l'altra è la DAF).
Nel 1999 il marchio è stato ripreso da Victor Muller con la Spyker Cars, ma senza alcuna relazione con l'azienda originaria.